# Małgorzata Badeńska (1932–2013)
Małgorzata Alicja Thyra Wiktoria Maria Ludwika Scholastyka Badeńska, niem. Margarete Alice Thyra Viktoria Marie Louise Scholastica von Baden, serb. Маргарита од Бадена, serb.-chorw. Margarita od Badena (ur. 14 lipca 1932 w Salem, zm. 15 stycznia 2013 w Farnham) – niemiecka arystokratka, tytularna księżniczka Badenii jako członkini dawnego domu panującego i księżna Jugosławii jako żona Tomisława Karadziordziewicia.

## Życiorys
Urodziła się jako pierworodne dziecko Bertolda Badeńskiego (1906–1963), tytularnego wielkiego księcia Badenii, oraz jego żony Teodory Glücksburg (1906–1969), księżniczki Grecji i Danii. Miała dwóch młodszych braci: Maksymiliana (ur. 1933) i Ludwika (ur. 1937). Wychowywała się w Salem, gdzie jej rodzice prowadzili prywatną szkołę. W 1948 zamieszkała w Londynie, gdzie w 1953 ukończyła kurs pielęgniarski. W 1948–1957 pracowała w Szpitalu św. Tomasza. W tym okresie zaprzyjaźniła się z Krystyną Heską (1933–2011) i Beatrycze Hohenlohe-Langenburg (1936–1997), za których pośrednictwem poznała Tomisława Karadziordziewicia (1928–2000), królewicza Jugosławii, syna Aleksandra Jednoczyciela (1888–1934) i Marii Hohenzollern-Sigmaringen (1900–1961). Wyszła za niego za mąż 5 czerwca 1957 w Salem. Para zamieszkała w Billingshurst. Tam opiekowała się swoją szwagierką Aleksandrą Glücksburg (1921–1993), którą problemy małżeńskie doprowadziły do nieudanej próby samobójczej. Małgorzata zawarła separację z mężem w 1977, ostatecznie kończąc małżeństwo rozwodem w 1981. Ze związku pochodzi dwoje dzieci:
- Mikołaj (ur. 1958) ⚭ Liliana Licanin (ur. 1957);
- Katarzyna (ur. 1959) ⚭ George Desmond da Silva (1939–2018), syn dyplomaty Fredericka (1912–1993) i Esme Gregg de Silva.

Małgorzata Badeńska była aktywną działaczką charytatywną, wspierającą serbskie organizacje emigracyjne i krajowe. Finansowała też utrzymanie monasteru śś. Marty i Marii w Moskwie. Zmarła w 2013 w Farnham i została pochowana na cmentarzu w Stefansfeld.

## Genealogia
| Prapradziadkowie                | w. ks. Badenii Leopold (1790–1852) ∞ 1819 Zofia Wilhelmina Holsztyńska (1801–1865) | Maksymilian Leuchtenberg (1817–1852) ∞ 1839 Maria Nikołajewna Romanowa (1819–1876) | kr. Hanoweru Jerzy V (1819–1878) ∞ 1843 Maria Saska-Altenburska (1818–1907)  | kr. Danii Chrystian IX (1818–1906) ∞ 1842 Ludwika Heska-Kassel (1817–1898)   | kr. Danii Chrystian IX (1818–1906) ∞ 1842 Ludwika Heska-Kassel (1817–1898)        | Konstanty Nikołajewicz Romanow (1827–1892) ∞ 1848 Aleksandra Josifowna (1830–1911) | Aleksander Heski (1823–1888) ∞ 1851 Julia Hauke (1825–1895)         | w. ks. Hesji Ludwik IV (1837–1892) ∞ 1861 Alicja Koburg (1843–1878) |
| Pradziadkowie                   | Wilhelm Badeński (1829–1897) ∞ 1863 Maria Leuchtenberg (1841–1914)                 | Wilhelm Badeński (1829–1897) ∞ 1863 Maria Leuchtenberg (1841–1914)                 | Ernest August Hanowerski (1845−1923) ∞ 1878 Thyra Glücksburg (1853−1933)     | Ernest August Hanowerski (1845−1923) ∞ 1878 Thyra Glücksburg (1853−1933)     | kr. Hellenów, Jerzy I (1845–1913) ∞ 1867 Olga Konstantynowna Romanowa (1851–1926) | kr. Hellenów, Jerzy I (1845–1913) ∞ 1867 Olga Konstantynowna Romanowa (1851–1926)  | Ludwik Battenberg (1854–1921) ∞ 1884 Wiktoria Heska (1863–1950)     | Ludwik Battenberg (1854–1921) ∞ 1884 Wiktoria Heska (1863–1950)     |
| Dziadkowie                      | Maksymilian Badeński (1867–1929) ∞ 1900 Maria Ludwika Hanowerska (1879–1948)       | Maksymilian Badeński (1867–1929) ∞ 1900 Maria Ludwika Hanowerska (1879–1948)       | Maksymilian Badeński (1867–1929) ∞ 1900 Maria Ludwika Hanowerska (1879–1948) | Maksymilian Badeński (1867–1929) ∞ 1900 Maria Ludwika Hanowerska (1879–1948) | Andrzej Glücksburg (1882–1944) ∞ 1903 Alicja Battenberg (1885–1969)               | Andrzej Glücksburg (1882–1944) ∞ 1903 Alicja Battenberg (1885–1969)                | Andrzej Glücksburg (1882–1944) ∞ 1903 Alicja Battenberg (1885–1969) | Andrzej Glücksburg (1882–1944) ∞ 1903 Alicja Battenberg (1885–1969) |
| Rodzice                         | Bertold Badeński (1906–1963) ∞ 1931 Teodora Glücksburg (1906–1969)                 | Bertold Badeński (1906–1963) ∞ 1931 Teodora Glücksburg (1906–1969)                 | Bertold Badeński (1906–1963) ∞ 1931 Teodora Glücksburg (1906–1969)           | Bertold Badeński (1906–1963) ∞ 1931 Teodora Glücksburg (1906–1969)           | Bertold Badeński (1906–1963) ∞ 1931 Teodora Glücksburg (1906–1969)                | Bertold Badeński (1906–1963) ∞ 1931 Teodora Glücksburg (1906–1969)                 | Bertold Badeński (1906–1963) ∞ 1931 Teodora Glücksburg (1906–1969)  | Bertold Badeński (1906–1963) ∞ 1931 Teodora Glücksburg (1906–1969)  |
| Małgorzata Badeńska (1932–2013) |                                                                                    |                                                                                    |                                                                              |                                                                              |                                                                                   |                                                                                    |                                                                     |                                                                     |